# Commitment-Klasse
Die Commitment-Klasse ist eine aus zwei Einheiten bestehende Con-Ro-Schiffsklasse der US-amerikanischen Reederei Crowley Shipping. Die Schiffe werden im Linienverkehr zwischen Jacksonville im US-Bundesstaat Florida und San Juan in Puerto Rico eingesetzt.

## Geschichte
Die im November 2013 bestellten Schiffe wurden auf der Werft VT Halter Marine in Pascagoula, Mississippi, für die Reederei Crowley Shipping gebaut. Der Bau begann mit dem ersten Stahlschnitt am 22. Oktober 2014. Die Schiffe, die 2018 abgeliefert wurden, waren die ersten mit Dual-Fuel-Motoren ausgerüsteten Con-Ro-Schiffe unter US-Flagge.
Der Schiffstyp wurde von Wärtsilä Ship Design in Zusammenarbeit mit Jensen Maritime entworfen und von Wärtsilä Ship Design als „WSD CRV 2400 WB“ bezeichnet.

## Beschreibung
Die Schiffe werden von einem Zweitakt-Dual-Fuel-Dieselmotor des Typs MAN 8S70ME-C mit 26.160 kW Leistung angetrieben. Der Motor wirkt auf einen Festpropeller. Die Schiffe sind mit einem elektrisch angetriebenen Bugstrahlruder ausgestattet.
Für die Stromerzeugung stehen drei von Viertakt-Dual-Fuel-Dieselmotoren des Typs MAN 9L28/32DF mit jeweils 1.800 kW Leistung angetriebene Generatoren zur Verfügung.  Weiterhin wurde ein von einem John-Deere-Dieselmotor des Typs JD 6135AFM85 angetriebener Notgenerator verbaut. Die Dual-Fuel-Motoren werden in erster Linie mit Flüssigerdgas angetrieben, sie können aber auch mit schwefelarmem Dieselkraftstoff angetrieben werden. Hintergrund für den Antrieb mit Flüssigerdgas war die Einrichtung von ECA-Zonen mit verschärften Grenzwerten für Emissionen vor den nordamerikanischen Küsten. Für das Flüssigerdgas stehen drei Tanks mit einem Volumen von jeweils 770 m³ zur Verfügung.
Die Schiffe verfügen über vier Laderäume vor den Decksaufbauten. Die Laderäume sind mit Cellguides ausgestattet. Sie sind mit Pontonlukendeckeln verschlossen. Weitere Stellplätze für Container befinden sich auf den Lukendeckeln sowie an Deck hinter dem Deckshaus. Die Schiffe können neben 20- und 40-Fuß-Containern auch 45- und 53-Fuß-Container befördern. Die Containerkapazität der Schiffe ist mit 2400 TEU angegeben. Für Kühlcontainer sind 300 Anschlüsse vorhanden.
Im hinteren Drittel der Schiffe befindet sich das Deckshaus unter anderem mit den Einrichtungen für die Schiffsbesatzung und der Brücke. Dahinter befinden sich die Decksaufbauten mit vier geschlossenen Ro-Ro-Decks. Diese sind über eine Heckrampe auf der Backbordseite zugänglich und an Bord mit Rampen untereinander verbunden. Hier können beispielsweise 350 Pkw oder andere rollende Ladungen oder auf Trailern beförderte Güter geladen werden.

## Schiffe
| Commitment-Klasse | Commitment-Klasse | Commitment-Klasse | Commitment-Klasse                                  |
| Bauname           | Baunummer         | IMO-Nummer        | Kiellegung Stapellauf Ablieferung                  |
| ----------------- | ----------------- | ----------------- | -------------------------------------------------- |
| El Coquí          | 2022              | 9721968           | 21. Januar 2015 20. März 2017 18. Juli 2018        |
| Taíno             | 2023              | 9721970           | 24. August 2015 4. Dezember 2017 19. Dezember 2018 |

Die Schiffe werden unter US-amerikanischer Flagge betrieben und sind in Jacksonville registriert. Benannt sind sie nach einem kleinen Frosch (coquí), der seit langem ein Symbol der Puerto-Ricaner ist, sowie dem indigenen Volk Taíno, das früher unter anderem auf den Großen Antillen lebte.